# Gug Boldklub
Gug Boldklub (forkortet Gug B, Gug BK) er en dansk fodboldklub, hjemmehørende i Gug, Aalborg. Klubben blev oprettet i 1954, og Gug Boldklubs første formand hed Aksel Nøhr. Som sådan var der også en klub før 1954, men grundet rod i regnskaberne blev klubben lukket, og blev så startet op igen i 1954. Klubben startede i den laveste fodboldrække. I starten havde de ikke fodbold på programmet, hvilket først kom på sidst i 50'ene.
Gug BK spiller deres hjemmekampe på Gug Stadion.
I løbet af de første år rykkede Gug Boldklub fra Serie 5 til Serie 3. Dette skete med unge mennesker, helt ned til 16 år, fra de andre lokale landsbyer som Nøvling, Visse og Gug.
Kasper Kusk havde sin fodboldopdragelse i klubben